# 李鏞吉
李 鏞吉（イ・ヨンギル、1954年4月19日 - ）は、大韓民国の社会運動家、政治家である。

## 経歴
ソウル特別市の出身。2013年2月1日から2013年7月20日まで進歩新党の党代表を、2013年7月21日から再創党された労働党の党代表を2015年1月まで務めた。